# Renji Matsui
Renji Matsui (japanisch 松井 蓮之 Matsui Renji; * 27. Februar 2000 in Iwaki, Präfektur Fukushima) ist ein japanischer Fußballspieler.

## Karriere
Renji Matsui erlernte das Fußballspielen in den Jugendmannschaften von Artero FC Iwaki und Liberdard Iwaki, in der Schulmannschaft der Yaita Chuo High School sowie in der Universitätsmannschaft der Hōsei-Universität. Die Saison 2021 wurde er von der Universität an den Erstligisten Kawasaki Frontale ausgeliehen. Hier kam er jedoch nicht zum Einsatz. Nach Ende der Ausleihe wurde Matsui am 1. Februar 2022 fest von Frontale unter Vertrag genommen. Ende Mai 2023 wechselte er auf Leihbasis zum Zweitligisten FC Machida Zelvia nach Machida. Sein Zweitligadebüt gab Renji Matsui am 11. Juni 2023 (20. Spieltag) im Heimspiel gegen V-Varen Nagasaki. Bei dem 4:1-Erfolg wurde er in der 84. Minute für Leo Takae eingewechselt. Am Ende der Saison 2023 feierte er mit Machida die Zweitligameisterschaft sowie den Aufstieg in die erste Liga. Nach 17 Ligaspielen kehrte er nach der Ausleihe im Januar 2024 zu Frontale zurück. Im Februar 2024 wurde er vom Zweitligisten Vegalta Sendai aus Sendai ausgeliehen. Hier bestritt er 40 Zweitligaspiele. Nach der Ausleihe wurde er am 1. Februar 2025 von Sendai fest unter Vertrag genommen.

## Erfolge
FC Machida Zelvia
- Japanischer Zweitligameister: 2023  ▲